# Are You Experienced
Are you experienced is het debuutalbum van de Amerikaanse gitarist en zanger Jimi Hendrix en zijn band The Jimi Hendrix Experience. Jimi Hendrix brak wereldwijd door met dit album.

## Achtergrond
In het begin van zijn muzikale carrière trok Jimi Hendrix door de Verenigde Staten als begeleider van soul- en bluesartiesten zoals Little Richard, BB King, Bo Diddley en the Isley Brothers. Hij ontmoette Chas Chandler, de bassist van The Animals, die hem voorstelde om zijn manager te worden en samen met hem naar Engeland te vertrekken. Daar vormde hij zijn eigen band The Jimi Hendrix Experience. De band kreeg al snel succes in Engeland en Europa, maar brak pas door in de Verenigde Staten toen ze op het Monterey Pop Festival hadden gespeeld in juni 1967.
Jimi Hendrix kreeg bekendheid door zijn enerverende gitaarspel (met veel geluidseffecten) en opzienbarende optredens. Hij bracht een revolutie in het gitaarspelen teweeg door het gebruik van nieuwe akkoorden, feedback en vernieuwende opnametechnieken.
Op dit album staat veel rockmuziek, afgewisseld met enkele rustiger nummers en veel psychedelische invloeden. Red house is een slow-bluesnummer, The Wind Cries Mary is een ballad, Hey Joe is van oorsprong een traditionele folk song. Third stone from the sun is een experimenteel, psychedelisch nummer. Er zijn verschillende versies van het album verschenen in Europa en de Verenigde Staten. De tracks zijn niet allemaal het zelfde en de volgorde is ook verschillend. Ook zijn er twee verschillende albumhoezen.

## Tracklist

### Europese versie
Alle nummers van de Europese versie zijn geschreven door Jimi Hendrix.
| Nr. | Titel              | Duur |
| --- | ------------------ | ---- |
| 1.  | Foxy lady          | 3:22 |
| 2.  | Manic depression   | 3:46 |
| 3.  | Red House          | 3:44 |
| 4.  | Can you see me     | 2:35 |
| 5.  | Love or confusion  | 3:17 |
| 6.  | I don’t live today | 3:58 |

| Nr. | Titel                    | Duur |
| --- | ------------------------ | ---- |
| 1.  | May this be love         | 3:14 |
| 2.  | Fire                     | 2:47 |
| 3.  | Third stone from the sun | 6:50 |
| 4.  | Remember                 | 2:53 |
| 5.  | Are you experienced?     | 4:17 |

### Amerikaanse versie
Alle nummers van deze versie zijn geschreven door Jimi Hendrix, behalve Hey Joe (geschreven door Billy Roberts).
| Nr. | Titel                   | Duur |
| --- | ----------------------- | ---- |
| 1.  | Purple Haze             | 2:46 |
| 2.  | Manic depression        | 3:46 |
| 3.  | Hey Joe (Billy Roberts) | 3:23 |
| 4.  | Love of confusion       | 3:15 |
| 5.  | May this be love        | 3:14 |
| 6.  | I don’t live today      | 3:55 |

| Nr. | Titel                    | Duur |
| --- | ------------------------ | ---- |
| 1.  | The wind cries Mary      | 3:21 |
| 2.  | Fire                     | 2:34 |
| 3.  | Third stone from the sun | 6:40 |
| 4.  | Foxy lady                | 3:15 |
| 5.  | Are you experienced?     | 3:55 |

### Bonustracks
Er zijn zes nummers toegevoegd aan het album in Europa (deze tracks zijn op single verschenen (A- en B-kant):
- Hey Joe - Stone Free (december 1966)
- Purple Haze - 51st Anniversary (maart 1967]
- The Wind Cries Mary - Highway Chile (mei 1967)

En in de Verenigde Staten:
- nniversery
- Highway chile
- Can you see me
- Remember
- Red house

Deze nummers staan als bonustracks op latere versies van het album. Sinds 1967 staan alle (bonus)tracks op de Europese en Amerikaanse versie.

## Muzikanten
- gitaar en zang– Jimi Hendrix
- basgitaar en zang – Noel Redding
- drumstel – Mitch Mitchell

Noel Redding heeft eerder gitaar gespeeld in The Loving Kind en is op verzoek van Chas Chandler overgeschakeld op basgitaar. Later maakte hij deel uit van de band Fat Matress, die in 1969 een hit had met The Magic Forrest.
Mitch Mitchell is een invloedrijke jazz-drummer. Hij heeft deel uitgemaakt van The Coronets, Georgie Fame’s Blue Flames en de eenmalige supergroep The Dirty Mac met Eric Clapton, John Lennon en Keith Richards.
Op Hey Joe wordt meegezongen door het Britse trio The Breakaways.

## Productie
Dit album is geproduceerd door Chas Chandler en Jimi Hendrix. De geluidstechnici waren:
- Mike Ross-Trevor (CBS studio Londen) - Foxy lady, Red house en Third stone from the sun
- Dave Siddle (De Lane Lea studio, Londen) – Manic Depression, Can you see me, Love or confusion, I don’t live today, Fire, Remember, Hey Joe, Stone free, Purple haze, 51st Anniversery en The wind cries Mary
- Eddie Kramer (Olympic studio, Londen) – The wind cries Mary, Are you experienced, Red house en aanvullende opnametechniek op de tracks Love or confusion, Fire, Third stone from the sun en Highway chile.

Dit album is in 1967 uitgebracht op vinyl (LP) op Track Records (Verenigd Koninkrijk), Polydor Records (o.a. Europa en Zuid-Afrika) en Reprise Records (o.a. Verenigde Staten). Vanaf 1985 is het album ook op CD (digitaal) verkrijgbaar.
Het album is in het Verenigd Koninkrijk uitgebracht op 12 mei 1967 en in de Verenigde Staten op 23 augustus 1967. De opnames vonden plaats tussen 25 oktober 1966 en 4 april 1967.
De volledige discografie van dit album is te vinden op de site Discogs.

## Waardering
De Amerikaanse site AllMusic waardeerde dit album met vijf sterren (maximum aantal). Ook andere sites en tijdschriften (zoals Encyclopedy of Popular Music, The great rock discography, Music Story en Down beat gaven dit album een maximale waardering.
Ook op de volgende lijsten staat dit album hoog genoteerd.
Rolling Stone: Greatest Albums of All Time (2005) #15
- Rolling Stone: 500 Greatest Songs of All Time (2011) Purple haze #17, Foxy lady #153, Hey Joe #201 en The wind cries Mary #379
- Rolling Stone: Beste debuutalbum All Time (2013) #3
- Mojo: Greatest Guitar Album of All Times (2003) #1
- OOR: Summer of love 1967 (terugblik in 1992) #1
- OOR: elpees van de eeuw (1987) #16
- OOR: top 100 Aller Tijden (2007) #60
- Classic Rock Magazine : de tien allermooiste singles van 1967 The wind cries Mary #9

Van dit album zijn in het Verenigd Koninkrijk 100.000 exemplaren verkocht (gouden album) en 5.000.000 exemplaren in de Verenigde Staten (5 keer platina).
Het album Are you experienced behaalde in de Amerikaanse Billboard Albumlijst # 5 (106 weken) en in het Verenigd Koninkrijk #2 (34 weken). In het Verenigd Koninkrijk behaalde Purple haze #3, Hey Joe #6 en The wind cries Mary eveneens #6. In de Nederlandse Top 40 haalde The wind cries Mary #7, Hey Joe #11 en Purple haze #14.

## Trivia
Een maand voordat de plaat uitkwam tekende Hendrix de titel van het album in graffitistijl op een bierviltje van Leopold bier. Hij zat in café Le Coq in de Ortsstraat te Brussel waar de Belgische rockjournalist Jean-Noël Coghe hem kwam ophalen voor tv-opnames. Coghe bewaarde het bierviltje.